# Березна Воля
Бере́зна Во́ля — село в Україні, у Любешівській селищній громаді Камінь-Каширського району Волинської області. Населення становить 322 особи. Перша виявлена писемна згадка про село відноситься до 1862 року.

## Географія
Село розташоване на правому березі річки Стохід.

## Історія
До 30 листопада 2017 року село підпорядковувалось Судченській сільській раді Любешівського району Волинської області.

## Населення
Згідно з переписом УРСР 1989 року чисельність наявного населення села становила 346 осіб, з яких 163 чоловіки та 183 жінки.
За переписом населення України 2001 року в селі мешкала 321 особа.

### Мова
Розподіл населення за рідною мовою за даними перепису 2001 року:
| Мова       | Відсоток |
| ---------- | -------- |
| українська | 99,07 %  |
| російська  | 0,62 %   |
| білоруська | 0,31 %   |